# فرانک اپیل
فرانک اپیل (انگلیسی: Frank Appel؛ زادهٔ ۲۹ ژوئیهٔ ۱۹۶۱) کارآفرین، بازرگان و مدیر ارشد اجرایی آلمانی است، که در حال حاضر به‌عنوان رئیس هیئت مدیره شرکت دویچه پست فعالیت می‌کند.